# Michael Brecker

Michael Brecker (1981)

Michael Brecker, właśc. Michael Leonard Brecker (ur. 29 marca 1949 w Filadelfii, zm. 13 stycznia 2007 w Nowym Jorku) – amerykański saksofonista jazzowy, młodszy brat Randy'ego Breckera. Laureat 15 nagród Grammy.

## Życiorys
Od wczesnej młodości miał styczność z muzyką jazzową, za sprawą ojca – pianisty jazzowego. Na początku uczył się gry na klarnecie, następnie na saksofonie tenorowym. W 1970 roku przeprowadził się do Nowego Jorku i tam zaczął swoją muzyczną karierę. Rozpoczął od zespołu Dreams, grając między innymi ze swoim bratem Randym i Billym Cobhamem.
W późniejszym czasie współpracował z takimi muzykami jak: James Taylor, Paul Simon, Steely Dan, Donald Fagen, Herbie Hancock, Pat Metheny, Frank Zappa czy Joni Mitchell, był również stałym członkiem Steps Ahead.
Michael w latach 70. i 80. był jednym z czołowych przedstawicieli stylu fusion. Jako frontman i sideman nagrał w sumie około 1000 płyt. Zmarł na białaczkę 13 stycznia 2007 roku w Nowym Jorku.

## Wybrana dyskografia
- The Brecker Bros (1973)
- Detente (1980)
- Michael Brecker (1987)
- The Michael Brecker Band Live (1989)
- Don't Try This At Home (1989)
- Now You See It... Now You Don't (1990)
- Return Of The Brecker Brothers (1992)
- The Brecker Brothers - Live (1992)
- Two For The Show (1993)
- The Cost Of Living (1994)
- Tales From The Hudson (1996)
- Two Blocks From The Edge (1998)
- Time Is Of The Essence (1999)
- Nearness Of You: The Ballad Book (2001)
- Wide Angles (2003)
- Pilgrimage (2007)